# نوشان عليا
نوشان عليا هي قرية في مقاطعة أرومية، إيران. يقدر عدد سكانها بـ 206 نسمة بحسب إحصاء 2016.